# Manuel Márquez Roca
Manuel "Manolo" Márquez Roca (Barcelona, 7 de setembre de 1968) és un exfutbolista professional i actual entrenador de futbol català.

## Carrera com a jugador
Márquez va jugar amb el CF Badalona, EC Granollers, FC Martinenc i UA Horta com a futbolista, i es va retirar a 28 anys.

## Carrera com a entrenador
Márquez començà la carrera com a entrenador a la Penya Barcelonista Anguera el 2002. Després de dues estades a l'AE Prat i una temporada a Tercera Divisió amb el CE Europa, fou nomenat entrenador del CF Badalona de la Segona Divisió B el 5 de juny de 2010.
Márquez va portar el Badalona als play-offs durant les dues temporades que va estar al càrrec, tot i que no va assolir la promoció en cap de les dues. El 31 de gener de 2013, fou nomenat entrenador del RCD Espanyol B.
Márquez fou destituït pels Pericos el 21 de gener de 2014, i fou substituït pel seu assistent Sergio. El 4 de novembre va retornar al Prat per un tercer intent, però fou rellevat del seu deure al final de la temporada 2014–15 a la tercera divisió, després de no assolir la promoció.
El 29 de juny de 2015, Márquez es posà al capdavant de la UE Sant Andreu, també de la tercera divisió. Fou destituït el 26 d'octubre, i no va tornar a entrenar fins al 16 de juny, quan fou nomenat entrenador de la UD Las Palmas Atlético.
Márquez va assolir la promoció a Segona B la temporada 2016–17 amb l'equip B, i el 3 de juliol de 2017 fou nomenat entrenador del primer equip a La Liga, després de signar contracte per un any. Va debutar a la màxima categoria el 18 d'agost de 2017, en una derrota per 0–1 a fora, contra el València CF.
El setembre de 2017 va dimitir, vint-i-quatre hores després de la inesperada derrota de la UD contra el CD Leganés a l'estadi de Gran Canària (0-2).
El juny de 2018, Márquez va signar contracte amb el club NK Istra 1961 de la lliga croata per una temporada. Fou cessat el 18 de setembre després que hagués guanyat només un dels set primers partits.
A finals de 2018, Márquez va fitxar pel Ratchaburi Mitr Phol FC de la Thai Premier League. Ho va deixar un mes més tard per raons personals, havent dirigit l'equip només en un partit.
El març de 2020 Márquez va donar positiu en COVID-19. Es va recuperar 12 dies després.
El 2020, Márquez fitxà pel Hyderabad FC com a entrenador principal. El 10 de febrer de 2021, Márquez va ampliar el contracte per dos anys més, fins al 2023. L'anunci va produir-se deprés que portés l'equipi en la temporada 2020-21 a assolir 23 punts en les 16 primeres jornades, i a la 4a posició en la classificació.

## Seleccionador de l'Índia
El 22 de juliol de 2024 la Federació de Futbol de l'Índia anuncia que fitxa a Manuel Márquez com a nou seleccionador nacional de la Selecció de futbol de l'Índia.